# Kent (gruppo musicale)
I Kent sono stati un gruppo rock svedese, formatosi nel 1990 a Eskilstuna/Torshälla sotto il nome di Coca-Cola Kids, poi Jones & Giftet (lett. Jones & Il Veleno), e Havsänglar (lett. Angeli del mare).
Nel 2005 sono stati nominati come miglior rock band svedese, anche se più o meno sconosciuti al di fuori della Scandinavia.

## Membri
- Joakim Berg - voce, chitarra
- Martin Sköld  - basso, tastiera
- Markus Mustonen  - batteria, seconda voce, tastiera, piano
- Sami Sirviö  - chitarra, tastiera
- Thomas Bergqvist  - tastiera (1990-1992)
- Martin Roos  - chitarra (1992-1995)
- Harri Mänty  - chitarra, percussioni (1996-2006)

## Discografia

### Album
| Anno | Informazioni                                                                                       |
| ---- | -------------------------------------------------------------------------------------------------- |
| 1995 | Kent - Album in studio - 15 marzo 1995 - Formato: CD                                               |
| 1996 | Verkligen - Album in studio - 15 marzo 1996 - Formato: CD                                          |
| 1997 | Isola - Album in studio - 12 novembre 1997 - Versione inglese: 27 aprile 1998 - Formato: CD        |
| 1999 | Hagnesta Hill - Album in studio - 6 dicembre 1999 - Versione inglese: 28 aprile 2000 - Formato: CD |
| 2000 | B-sidor 95-00 - Raccolta - 29 novembre 2000 - Formato: CD                                          |
| 2002 | Vapen & ammunition - Album in studio - 15 aprile 2002 - Formato: CD                                |
| 2005 | Du & jag döden - Album in studio - 15 marzo 2005 - Formato: CD                                     |
| 2007 | Tillbaka till samtiden                                                                             |
| 2009 | Röd                                                                                                |
| 2010 | En plats i solen                                                                                   |
| 2012 | Jag är inte rädd för mörkret                                                                       |
| 2014 | Tigerdrottningen                                                                                   |
| 2016 | Då som nu för alltid                                                                               |

### EP
| Album                  | Anno di uscita  |
| ---------------------- | --------------- |
| The hjärta & smärta EP | 2 novembre 2005 |